# Муржу
Муржу́ (фр. и окс. Mourjou) — коммуна во Франции, находится в регионе Овернь. Департамент — Канталь. Входит в состав кантона Мор. Округ коммуны — Орийак.
Код INSEE коммуны — 15136.
Коммуна расположена приблизительно в 470 км к югу от Парижа, в 135 км юго-западнее Клермон-Феррана, в 28 км к югу от Орийака.

## Население
Население коммуны на 2008 год составляло 327 человек.
| 1962 | 1968 | 1975 | 1982 | 1990 | 1999 | 2008 |
| ---- | ---- | ---- | ---- | ---- | ---- | ---- |
| 592  | 609  | 543  | 503  | 420  | 354  | 327  |

## Экономика
В 2007 году среди 169 человек в трудоспособном возрасте (15—64 лет) 127 были экономически активными, 42 — неактивными (показатель активности — 75,1 %, в 1999 году было 60,2 %). Из 127 активных работали 122 человека (80 мужчин и 42 женщины), безработных было 5 (3 мужчин и 2 женщины). Среди 42 неактивных 8 человек были учениками или студентами, 25 — пенсионерами, 9 были неактивными по другим причинам.

## Фотогалерея
- Муржу
- Карта коммуны